# Mola salsa
Mola salsa (с лат. — «солёная мука») — применявшаяся в обрядах древнеримской религии смесь соли и полбяной муки — точнее, муки из обжаренных и грубо помолотых зёрен пшеницы двузернянки. В комментариях Сервия к «Буколикам» Вергилия (VIII, 82) при описании этой субстанции используются прилагательные pium, «угодное богам», и casta, «(ритуально) чистая».
Изготовлялась весталками с соблюдением особых церемоний.
Посыпание «солёной мукой» служило очищающим обрядом — как об этом упоминает Овидий:

Жжёную полбу, какой подметает с крупинкою соли

        Ликтор, чистя дома, февруей также зовут.
— Овидий, «Фасты», II, 23—24. Перевод Фёдора Петровского
Подобные очищения, в частности, производились при жертвоприношениях: животных, предназначенных к закланию, посыпали mola salsa. От латинского глагола immolare — «обсыпать (жертвенной) мукой» — происходят современные европейские слова, означающие «жертвоприношение»: англ. immolation, итал. immolazione, исп. inmolación, порт. imolação, фр. immolation.
Сама по себе «солёная мука» также могла приноситься богам как «бескровная» жертва.

## В современной литературе
Регулярное приготовление mola salsa — обязанность заглавной героини романа Урсулы Ле Гуин «Лавиния». Книга начинается с похода Лавинии со слугами за необходимой для этого солью к солончакам в устье Тибра.